# Festival international de théâtre du Bénin
 (septembre 2024).
 (septembre 2024).
Le Festival international de théâtre du Bénin (FITHEB) est un festival béninois créé en 1991 par le ministère béninois de la culture et la mission culturelle de l'ambassade de France au Bénin.
Créé en 1990, mais dont la première édition s’est tenue en 1991, il  est l’œuvre du trio Antoine Dadele alias DARASTONE, au titre de l’administration publique béninoise, Tola Koukoui, metteur en scène et entrepreneur culturel privé Béninois, et Yves Bourguignon, alors directeur du centre culturel français de Cotonou. Pensé pour fédérer les peuples et les cultures d’Afrique et du monde en faisant du Bénin la capitale mondiale du théâtre , le FITHEB est une biennale dont l’objectif fondamental est de promouvoir et de célébrer le théâtre béninois et africain, sous toutes ses formes.

## Palmarès du FITHEB
Depuis sa création, le FITHEB, qui a pour objectif de célébrer le théâtre africain via la journée mondiale de théâtre du 27 mars de chaque année a déjà connu douze (12) éditions. 
Première édition : 21 au 30 mars 1991, avec Trente-sept (37) représentations pour un public évalué à douze mille (12000) spectateurs. 
Deuxième édition : 15 au 31 mars 1993, avec soixante-cinq (65) représentations pour un total de dix-huit mille (18000) spectateurs. 
Troisième édition : 27 mars au 15 avril 1995, avec un public évalué à dix-neuf mille (19000) spectateurs autour de quatre-vingt (80) représentations. 
Quatrième édition : 10 au 27 mars 1997, cette édition a enregistré soixante-quinze (75) représentations et vingt-six mille cinq cent quarante un (26541) spectateurs. 
Cinquième édition : 18 mars au 1er avril 2000. 
Sixième édition : 16 au 27 mars 2002 et a parcouru sept (07) villes. Le FITHEB 2002 a enregistré plus de quatre-vingt mille (80000) spectateurs. 
Septième édition : 16 au 27 mars 2004. Elle a enregistré plus de cent vingt mille (120 000) spectateurs. 
Huitième édition : 11 au 19 février 2006 et a rassemblé des troupes venant de Belgique, du Bénin, du Brésil, du Burkina Faso, du Cameroun, de la Côte d'Ivoire, de France, du Japon, du Mali, de la République démocratique du Congo, de la République du Congo, du Sénégal et du Togo. Cette édition a enregistré la participation de plus de cent vingt mille (120 000) spectateurs...

## Carte des villes déjà visitées
Une dizaine de villes ont été déjà visitées par le FITHEB : 
- Cotonou
- Porto-Novo
- Ouidah
- Lokossa
- Bohicon
- Abomey
- Parakou
- Kandi
- Malanville
- Djougou
- Natitingou

Se déroulant sur une semaine, il réunit une centaine de troupes de théâtre dans les différentes grandes villes du pays : Cotonou, Porto-Novo, Ouidah, Abomey et Parakou.